# 第一白川橋梁
第一白川橋梁（だいいちしらかわきょうりょう）は、熊本県阿蘇郡南阿蘇村立野と菊池郡大津町外牧の間で白川に架かり、南阿蘇鉄道高森線立野駅 - 長陽駅間に位置する全長152.15メートルの単線鉄道橋である。川からレール面までの高さは約60メートルあり、後に高千穂橋梁が完成するまでは、当時の日本国有鉄道（国鉄）で最大の高さの鉄道橋であった。
2016年（平成28年）4月に発生した熊本地震により、橋台や橋脚の移動、部材の破断や変形といった甚大な損傷を受け、早期復旧のためには架け替えざるを得ないとされて、概算費用約40億円を費やして架け替え工事が行われることになった。再建工事を終えて、2023年（令和5年）7月15日に南阿蘇鉄道は全線での運転を再開した。

## 建設の背景
1912年（大正元年）から1917年（大正6年）までかけて、後に豊肥本線となる軽便鉄道宮地線の建設が行われ、1918年（大正7年）1月25日に熊本駅から宮地駅までの区間が全通した。こうして宮地線の建設が行われると、これに触発されて阿蘇カルデラの南側の南郷谷と呼ばれる地域でも鉄道建設の動きが活発化し、国に鉄道建設の要望を行うようになった。1921年（大正10年）の第44回帝国議会において立野 - 高森間の鉄道敷設予算が成立し、実測と用地買収ののち、1923年（大正12年）4月に起工にこぎつけた。
この橋梁の架設位置は、阿蘇カルデラを囲む外輪山の一角が切れて白川が深い峡谷を形成して流れ出す場所、いわゆる火口瀬にあたる。建設当時、線路の規格を落として安価に全国に鉄道網を広げられるように、国鉄においても軽便線の規格が導入されて各地で支線の建設が進められており、高森線も軽便線として建設された。しかしそうした路線において、このような巨大なアーチ橋が建設されることになったのは、将来的に延岡市へと通じる九州横断路線となることが構想されていたからではないか、との見方もある。

## 初代橋梁

### 構造
第一白川橋梁の設計は、当時の鉄道大臣官房研究所（のちに鉄道技術研究所を経て、鉄道総合技術研究所（鉄道総研）となる）において1924年（大正13年）に行われ、沼田政矩技師が主査を務めた。単なるトラス橋、高架橋を設ける案、アーチ橋の3種類について比較検討した結果、剛性、安定性および経済性の点で最適であるとしてアーチ橋が選択された。アーチ橋選択の要因として、現場は深い谷となっていて足場を用いて建設することは困難であり、足場の不要なカンチレバー式の組み立てが適当で、アーチ橋がそれに適するとされたこと、現場付近ではコンクリートの骨材材料を欠いていて価格が高くなり、また急斜面では施工が困難であるため、バランストアーチにすることでコンクリートを消費する基礎工を最小化できるとされたこと、両岸がアーチの反力に耐えられるとされたこと、桁の製作が十分可能であると見込まれたこと、などがある。
橋梁の設計前に現地の地質調査が行われ、橋台や橋脚の建設見込みの地点は、表面付近が風化した凝灰質集塊岩であり、耐力は十分であるとされたが、高森側に断層による崩壊の危険があるとされ、約8フィート（約2.4メートル）立野側に橋梁全体を移動して、高森側に40フィート（約12メートル）の鈑桁の径間を増設して、崩壊危険個所を避けることになった。
最終的な設計では、中央の主径間が300フィート（約91.44メートル）、両側の側径間が100フィート（約30.48メートル）で、側径間のうち中央径間寄りの40フィート（約12.19メートル）がカンチレバーアームの突桁径間（カンチレバースパン）、外側寄りの60フィート（約18.29メートル）がシンプルトラスの翼径間（フランキングスパン）とされた。この側径間は外見上、半アーチを形成している。さらに高森方に40フィート（約12.19メートル）の鈑桁（デッキガーダー）が架され、全体の長さは設計上545フィート7.5インチ（約166.3メートル）である。主径間の格間は25フィート（約7.62メートル）のものが12個、側径間の格間は20フィート（約6.1メートル）のものが5個である。桁の高さは、支承から主径間中央の桁下端までの高さが60フィート（約18.29メートル）、この部分の桁高さが15フィート（約4.57メートル）、側径間端の桁高さが12フィート（約3.66メートル）である。上弦材中心間隔は14フィート（約4.27メートル）あり、ここから6分の1の傾斜で下方が広がっている。設計活荷重はクーパーE33（軸重33,000ポンド＝約14.9トン、KS荷重にしておおむねKS12に相当）である。鋼材重量は約650トン、リベットの数は約40,000本である。橋の中心が川の流心となす角度は約50度で、軌条面の高さは平水面上約192フィート（約58.5メートル）であると設計上は計算されていた。
この構造は上路アーチ橋で、より正確には2ヒンジスパンドレル・ブレースト・バランストアーチとされる。これは、橋脚と上部構造が2か所のヒンジで結ばれており（2ヒンジ）、アーチと上路桁の間がトラス構造になっていて（スパンドレル・ブレースト）、主径間の前後に側径間がある（バランスト）アーチ橋という意味である。
日本では鉄道用のスパンドレル・ブレースト・バランストアーチの導入例は少なく、国鉄・JRでは後に只見線第一只見川橋梁として1941年に完成したものが1例あるのみであり、民鉄を含めても黒部峡谷鉄道や富山地方鉄道にある程度である。第一只見川橋梁は支間約112メートルで、第一白川橋梁よりさらに大きなものとなっている。

### 建設
第一白川橋梁の建設は鉄道省の直轄工事として、鉄道省建設局熊本建設事務所が担当し、現地に白川見張所が置かれ、河西定雄技師が担当して実施された。
1926年（大正15年）1月から8月にかけて径間の測量を行った。300フィート径間の測定には、足場を組んで直接測定する方法、三角測量をする方法、鋼線を引っ張って測る方法が考えられたが、前2者は地形との関係で十分な測量精度を得られないとされ、鋼線を引っ張って測定を行った。
1926年（大正15年）10月から1927年（昭和2年）2月にかけて橋台や橋脚基礎のコンクリートの施工を行った。橋台や橋脚は、上部構造を組み立てる際にはカウンターウェイトとして作用するため、それを考慮した設計がされた。第一白川橋梁は、起点側に犀角山トンネル（延長409フィート2インチ＝約124.7メートル）、終点側に戸下トンネル（延長2,963フィート4インチ＝約903.2メートル）が接しており、これらのトンネル坑門付近に足場を設けてコンクリートを練る設備を設け、樋を通して流し込んだ。
現地に架設した桁や橋脚は、汽車製造大阪工場製で、工場内において仮組をおこなって検査をし、正確な寸法の部品を供給した。現場に運ばれた部品は、立野駅から橋梁架設現場までの約1マイル（約1.6キロメートル）の線路の両脇に枕木を並べてその上に保管し、必要になる順番に取り出して線路に沿って現場に運搬して使用した。現場においては、材料運搬用の索道（ロープウェイ）を橋の上流約30フィート（約9メートル）の位置に設置して、部品の運搬と設置に利用した。また両岸に組立用の移動式起重機（クレーン）を設置した。
まず両側の側径間の組み立てを行ったが、トンネルと橋台の間にクレーンを組み立てる余地はなかったので、側径間の下弦材のすべてと桁の端から3番目の格間の組み立てまではクレーンを使用できず、電柱をマストやブームとして使用して組み立て、その後側径間上にクレーンを組み立てて、クレーンによる桁組み立てを開始した。まず索道で現地に運び込んだ沓（基礎に取り付けて橋脚を支える部材）1個約4トンを、あらかじめ基礎に設けていたアンカーボルトに差し込んで取り付けた。さらに側径間を組み立てる際にはスギ丸太を組んだ足場を設け、沓側から下弦材を両側に向けて据え付けて行った。この作業を1927年（昭和2年）4月中旬から下旬にかけて実施した。
クレーンの組み立てが完了し5月23日からはクレーンによる組み立てが開始された。部品を索道およびクレーンで現地に運び、必要に応じてチェーンブロックなどを利用して正しい位置になるように修正し、あらかじめ材料に開けてあるピンを挿入する穴の位置が合えば、エレクションピン、エレクションボルト、ドリフトピンの順で仮締めを行い、組み立てを行っていった。いくつかの格間をまとめて組み立て・仮締めしておき、その後リベットを打って組み立てを完了していった。最終的に、両側から架設していった桁の閉合（センタークローズ）が7月11日から7月12日にかけて実施されて、橋の構造の組み立てが完了した。1927年（昭和2年）9月に橋が竣工した。橋の総工費は28万2520円であった。

### 運用
1928年（昭和3年）2月12日に、高森線立野 - 高森間開通とともに供用を開始した。
開通後も高森線は、日本国有鉄道（国鉄）における赤字路線ワーストランキング上位の常連で、列車本数は1日5 - 6往復程度に過ぎず、国鉄C12形蒸気機関車が客車と貨車の混合列車を牽引しているような線区であった。1960年代初頭から高森線の合理化が開始され、中間駅の貨物取扱廃止や駅務の民間委託が行われ、1974年（昭和49年）4月には旅客列車が無煙化され、1975年（昭和50年）3月には貨物列車も無煙化され、蒸気機関車が高森線で全廃となった。
1954年（昭和29年）9月10日に中部電力が井川ダム建設のための専用鉄道を開通させ、川からの高さが第一白川橋梁を上回る関の沢橋梁がこの区間に架設された。この時点ではあくまで専用鉄道であったが、1959年（昭和34年）8月に地方鉄道法に基づく正式な鉄道となり、大井川鐵道井川線となった。これにより鉄橋の高さ日本一の座を譲った。
高森線は延岡駅までの延長構想があり、1935年（昭和10年）から1939年（昭和14年）にかけて、延岡側から日ノ影駅まで順次開通した。さらに1972年（昭和47年）には高千穂駅まで延長されて、延岡側の路線名が高千穂線となり、この区間に高さ105メートルの高千穂橋梁が建設されて、鉄橋の高さ日本一となった。高千穂駅と高森駅を結ぶ区間の建設も進められたが、高森トンネルでの出水事故があったことに加え、日本国有鉄道経営再建促進特別措置法（国鉄再建法）の影響により両側の高森線・高千穂線ともに廃止対象になったこともあり建設が断念され、この経路での九州の東西鉄道連絡は実現しないとともに、国鉄路線での鉄橋の高さ1位と2位の橋梁が同一路線上に並ぶこともなかった。
1986年（昭和61年）4月1日に高森線は第三セクター鉄道に転換され、南阿蘇鉄道が開業した。これにより、第一白川橋梁も南阿蘇鉄道の一部となった。南阿蘇鉄道で観光用に導入されたトロッコ列車は、第一白川橋梁で徐行運転を行うなど、乗客サービスの一助となっていた。
2015年度（平成27年度）には土木学会により、選奨土木遺産に選定された（後述のとおり、現在は指定解除済み）。一方、阿蘇立野ダム（建設時の名称は立野ダム）の建設に伴い、河川構造令に抵触する等の理由から、第一白川橋梁の撤去が検討されたこともあった。国土交通省九州地方整備局では、第一白川橋梁については架け替えせずに、一部補強することで現存することが可能であるとしたが、具体的な方策については南阿蘇鉄道との協議によるとしていた。

### 2016年熊本地震での被災
2016年（平成28年）4月14日の夜に熊本地方を最大震度7の地震が襲い、多くの被害をもたらした。この時点では阿蘇地区の被害は比較的少なく、地震以来全線で運転を見合わせていた南阿蘇鉄道も、4月16日の始発から運転を再開する予定となっていた。しかし4月16日未明にはさらに大きな地震が発生し、阿蘇地方にも多大な被害をもたらした（2016年熊本地震）。
地震以来、国土交通省が南阿蘇鉄道の復旧についてほぼ1年をかけて調査を実施し、報告書を発表した。それによれば、第一白川橋梁は立野側の橋台が下流側に404 mm、橋の中央へ337 mm移動して、鉛直方向に304 - 418 mm沈下し、また第1橋脚が下流側に258 mm、橋の中央へ307 mm移動して、鉛直方向に81 mm沈下していた。これらの橋台-橋脚間の部材には破断や座屈が発生し、第1橋台と第3橋脚のローラー支承も逸脱が発生していた。橋の中央部は最大190 mmの隆起が生じていた。また右岸側法面の崩壊により、第1橋脚部に横からの土砂堆積による荷重を受けて部材の損傷が起きた。変形状況を考慮した応力解析を実施した結果、過度な残留応力が発生していることが確認されたため、上部工については架け替えが必要であると結論付けられた。一方下部工は一部でひび割れが発生しているものの躯体本体の損傷は軽微であり、再利用を基本とした復旧を計画することになった。このための総工費は約40億円と見積もられ、工期は約5年とされた。
第一白川橋梁と並んで大きな被害を受けた犀角山トンネルは、高森側の約40メートルの区間に最大490 mmのずれが生じ、内壁のコンクリートに多くの剥落や浮きが発生していた。このため横ずれが生じた高森側約40メートルの区間については地山を丸ごと撤去してトンネルの坑門を約40メートル後退させ、これによって生じたスペースを第一白川橋梁の架け替え工事用ヤードとする構想が示された。しかしその後の検討の結果、斜面全体の防護や河川管理用道路の必要性から、犀角山トンネルについては山全体を除去してトンネルを撤去する方向とされた。
2017年（平成29年）12月22日に全線復旧費用の一部を盛り込んだ予算案が閣議決定された。赤字の鉄道事業者が大規模な災害で被災した場合に、実質的に国が復旧費のほとんどを負担して、鉄道事業者の負担をなくす新制度が導入され、南阿蘇鉄道がその適用第1号となった。2018年（平成30年）3月3日に復旧工事に着手された。
その後、2019年（平成31年）2月1日に独立行政法人鉄道建設・運輸施設整備支援機構が南阿蘇鉄道の支援要請を受け、設計照査及び施工計画の照査を行うことを発表した。2020年（令和2年）6月10日には鉄道建設・運輸施設整備支援機構が上部工の工場製作などに係る指導業務を行うことを発表した。

### 撤去工事
橋そのものの復旧工事が本格化することに伴い、2021年（令和3年）2月16日には工事関係者が出席しての安全祈願祭が開かれるとともに、旧橋の撤去工事が開始された。
旧橋は、地震により多数の部材が座屈・塑性変形・破断を起こしており、一見健全に見える部材も実際には降伏応力を超えているかもしれないという、未知の応力状態となっており、その解体撤去には難しい問題があった。仮に応力が残留している部材を切断すると、瞬間的に応力が解放されて衝撃を伴う橋の変位が発生する恐れがあり、橋の倒壊や作業員の墜落事故を起こしかねなかった。そこで安定した多点支持状態での撤去、各撤去ステップにおける挙動のモニタリングといった点が課題となった。
現場は白川の渓谷に位置し、仮設支柱による多点支持ができなかった。そこで立野側に高さ35.435メートル、高森側に高さ40.435メートルの鉄塔を建てて、そこから張り渡したケーブルから垂らした直吊り索と桁受梁を使って橋を多点支持し、残留応力を軽減した上で解体するケーブルクレーン直吊工法を採用した。
安全に撤去するためには、橋の現況や架かっている応力を再現できる解析モデルを作成し、撤去ステップごとの橋の挙動を予測できるようにする必要があった。そのために現地で部材の変形の程度などを計測し、できる限りモデルの再現精度を上げるようにした。その解析モデル上で撤去ステップごとの応力度計算を行い、過度な応力が発生する場合には直吊り索の張力調整を行って応力度を下げるなど、詳細な施工手順を計画していった。
この解析モデル上では、立野側橋台の端支点に260トンの負反力が発生していると計算された。これは地震による支点の沈下が不均等に起きたため、橋体にねじれが生じて起きたアップリフト（上方へ引っ張るような力）である。実際にアップリフトが発生していれば、この部分を切断した瞬間に一気に橋体が跳ね上がるような変位が発生して危険となる。しかし実際の支点の構造からすれば、260トンのアップリフトが発生すると耐えられないはずであり、本当にアップリフトが発生しているか疑念が生じた。このためこの部分の鋼棒に加速度計を取り付けて鋼棒の固有振動数を計測することで、振動法による力の計算を行った。この結果まったく力がかかっていないことが判明した。これは下弦材が塑性変形したことにより、アップリフトが結果的に消えたものだと推定された。
また中央支間では、地震により支間が約230ミリメートル短縮しており、これにより上に約180ミリメートル持ち上がるような変形が発生した。この際に上弦材には約80トンの引張力が発生しており、ここを切断すると約220ミリメートルの衝撃的な変位が発生する計算とされた。このためあらかじめ変位を拘束するジャッキを設置して上弦材の切断を行い、切断後に徐々にジャッキを開放していくことで、衝撃的な変位発生を防止する対策を行った。
解体作業は、まずレールや枕木、縦桁を撤去し、続いて側径間の上弦材、斜材と垂直材、下弦材の順で撤去し、最後に中央径間の上弦材、斜材と垂直材、下弦材の順で撤去を行なった。解析モデルによる撤去ステップの事前把握や、リアルタイムに計測を行い予測を外れる挙動に即座に対応できるようにしたことで、安全に橋の解体を行うことができ、工程も約1か月の短縮となった。旧橋の解体工事は2021年（令和3年）4月末に完了した。本体が撤去されたため、この年第一白川橋梁の土木学会選奨土木遺産の指定が解除された。

## 2代橋梁

### 設計
上部工復旧に際しては、渓谷に架かっている橋であることからケーブルクレーン工法が想定された。この工法で用いる機材は、施工会社により所有しているものが異なり、実際に使用する機材により計画することで復旧対策を迅速に行える利点があることから、技術提案・交渉方式（設計交渉・施工タイプ）による発注方式を採用した。この方式では、施工者が行った技術提案を発注者が検討して優先交渉権者として選定・契約し、その後優先交渉権者が設計と見積もりを行ってその設計と費用の妥当性を発注者が評価し、合意が成立すれば契約を結んで施工させるというものである。
初代橋梁は、白川の渓谷に架かる景観美に優れた構造物で、南阿蘇鉄道の観光資源として重要であった。このため架け替える橋も同じ2ヒンジスパンドレル・ブレースト・バランストアーチ橋とすることになった。その際に下部工は基礎杭による補強を行ったうえで、初代橋梁のものを流用することにした。部材の配置はおおむね現状維持とし、断面形状や寸法も同程度、色調も旧橋梁と同じになるように設計した。
新しい橋の設計で考慮すべきとされたことは、L2地震時に備えた耐震設計と、阿蘇立野ダム湛水の影響である。阿蘇立野ダムは地震前から計画されていたもので、本橋梁はその貯水池内に位置する。異常（洪水）時のみ貯水する構造であるが、湛水時には第一白川橋梁のほとんどが浸水して流水による圧力が橋にかかる。このため流木等が橋に絡まる影響も評価して流水圧力に耐える設計とし、また湛水により基礎地盤が緩むことへの対策を盛り込んだ。
各橋脚については、L2地震動と湛水影響の考慮から補強が必要となり、高耐力マイクロパイルによる補強杭を打ち込んで補強することにした。第2橋脚については、橋脚が上流側と下流側にわかれていたが、間を鉄筋コンクリートでつないでこの部分に補強杭を打ち込んだ。いずれも施工の都合から初代橋梁の上部工撤去前に補強杭を施工し、特に第3橋脚についてはケーブルクレーンの鉄塔基礎を兼ねることから、それを考慮して施工した。
旧橋の主構造は、形鋼や平鋼をリベットで接合したラティス構造の箱型断面であったが、新橋では一般的な鋼板を溶接した箱型断面とした。ただしその寸法は同程度とされている。旧橋では支承を含まない上部工重量が606トン、支承が25トンであったのに対し、新橋ではそれぞれ622トン、94トンとなった。上弦材は新橋の方が軽くなったが、対傾構・横支材と支承がL2地震動対応およびダム湛水対応により強化されたことで大きく重くなった。一方でラティス構造を廃止しリベット接合を溶接にあらためたこと、鋼鉄の材質の進歩から、大きな重量増は回避できている。
旧橋梁では、下弦材にピン、上弦材にトツグルと呼ばれる変形装置が設けられた状態で架設され、中央で閉合する際にジャッキで上弦材を伸縮させて上下位置を調節する方法が取られた。閉合後にトツグルは棒部材に交換されて完成した。しかし現代では架設精度が向上したことから、ヒンジもトツグルも設けずに剛結構造として設計された。

### 建設
2022年（令和4年）1月に新橋の架設工事に着手した。旧橋梁の撤去に用いた設備をそのまま用い、ケーブルクレーン直吊り工法により架設を行うことにした。これにより工程を短縮し工費を節約することができた。工場で製作された多くの部品を、すべてケーブルクレーンで吊り上げて現場に運んで組み立てていくのは非効率であり、橋の手前に設けた地組ヤードで上弦材、鉛直材、下弦材をブロックとして地上で組み立てを行い、それを大型クレーンで橋のそばへ運び込んで、ケーブルクレーンで吊って設置位置に運搬して架設するという流れ作業が構築された。
鉄道橋に必要な精度の管理値は道路橋に比べても厳しいものであった。そこで旧橋梁の撤去時同様に、架設ステップごとに橋の挙動を解析して一定の範囲に収まるように管理を行った。直吊り索の張力や鉛直材の発生応力、橋の高さなどをリアルタイムで計測し一元管理して、管理値を外れると直吊り索の張力調整を行って目標に収めるようにした。これにより安全で高精度かつスピーディーな架設が実現し、工程を1か月ほど短縮することができた
2022年（令和4年）夏に新橋が完成した。2023年（令和5年）2月9日にレール締結式が行われて、南阿蘇鉄道の全線のレールがつながった。試運転を4月10日から実施し、7月15日に営業運転を再開した。
第一白川橋梁は、令和4年度土木学会田中賞を受賞した。

## 年表
- 1923年（大正12年）4月：高森線着工[11]。
- 1924年（大正13年）：鉄道大臣官房研究所において第一白川橋梁の設計を実施[13]。
- 1926年（大正15年/昭和元年）：
  - 1月：測量実施（8月まで）[28]。
  - 10月：橋台および橋脚基礎のコンクリート施工（1927年2月まで）[28]。
- 1927年（昭和2年）：
  - 4月：仮のクレーンによる両側の組み立てを実施[34]。
  - 5月23日：ケーブルクレーンによる組み立て開始[36]。
  - 7月12日：センタークローズ[39]。
  - 9月：初代橋梁竣工[40]。
- 1928年（昭和3年）2月12日：高森線開通[19]。
- 2016年（平成28年）：
  - 4月14日：熊本地震の初回により不通となる[20]。
  - 4月16日：2回目の地震により損傷[20]。
- 2017年（平成29年）12月22日：全線復旧費用の予算案閣議決定[52]。
- 2018年（平成30年）3月3日：復旧工事着工[53][54]。
- 2021年（令和3年）
  - 2月16日：撤去工事安全祈願祭[57]。
  - 4月：旧橋梁解体工事完了[63]。
- 2022年（令和4年）：
  - 1月：新橋架設工事着工[71]。
  - 夏：新橋完成[71]。
- 2023年（令和5年）：
  - 2月9日：レール締結式[71]。
  - 4月10日：試運転開始[75]。
  - 7月15日：営業運転再開（新橋供用開始）[8]。